# Loriculus
Loriculus – rodzaj ptaków z podrodziny dam (Loriinae) w obrębie rodzin papug wschodnich (Psittaculidae).

## Zasięg występowania
Rodzaj obejmuje gatunki występujące w Azji Południowej, Południowo-Wschodniej i Australazji.

## Charakterystyka
Długość ciała 10–15 cm; masa ciała 12–40 g. Ich ogon jest krótki i tępo zakończony. Ich nazwa wzięła się stąd, że mogą spać i odpoczywać wisząc w liściach do góry nogami.

## Systematyka

### Etymologia
- Loriculus: nowołac. loriculus „mała lora”, od zdrobnienia nazwy rodzaju Lorius Vigors, 1825 (dama)[7].
- Psittaculus: nowołac. psittacula „papużka”, od zdrobnienia łac. psittacus „papuga”, od gr. ψιττακος psittakos „papuga”[8]. Gatunek typowy: Loriculus pusillus G.R. Gray, 1859.
- Licmetulus: zdrobnienie nazwy rodzaju Licmetis Wagler, 1832 (kakadu)[9]. Gatunek typowy: Loriculus bonapartei[a] Souancé, 1856.
- Coryllis: gr. κοριλλα korilla „panienka”, od zdrobnienia κορη korē „dziewczyna”[10]. Gatunek typowy: Psittacus galgulus Linnaeus, 1758.

### Podział systematyczny
Do rodzaju należą następujące gatunki:
- Loriculus philippensis (Statius Müller, 1776) – zwisogłówka czerwonoczelna
- Loriculus pusillus (G.R. Gray, 1859) – zwisogłówka żółtogardła
- Loriculus flosculus (Wallace, 1864) – zwisogłówka zbroczona
- Loriculus vernalis (Sparrman, 1787) – zwisogłówka wiosenna
- Loriculus galgulus (Linnaeus, 1758) – zwisogłówka koroniasta
- Loriculus beryllinus (J.R. Forster, 1781) – zwisogłówka złotawa
- Loriculus exilis (Schlegel, 1866) – zwisogłówka zielona
- Loriculus aurantiifrons (Schlegel, 1871) – zwisogłówka złotoczelna
- Loriculus tener (P.L. Sclater, 1877) – zwisogłówka żółtorzytna
- Loriculus catamene (Schlegel, 1871) – zwisogłówka czerwonorzytna
- Loriculus sclateri (Wallace, 1863) – zwisogłówka złotogrzbieta
- Loriculus stigmatus (S. Müller, 1843) – zwisogłówka diademowa
- Loriculus amabilis (Wallace, 1862) – zwisogłówka molucka